# Concerts per a piano núm. 1-4 (Mozart)
Wolfgang Amadeus Mozart inicià la seva sèrie de concerts per a piano amb quatre obres que va escriure a Salzburg quan tenia onze anys; són les que tenen el número de catàleg Köchel K. 37, K. 39, K. 40 i K. 41.
Els autògrafs d'aquestes obres, tots conservats a la Biblioteca de la Universitat Jagellónica de Cracòvia, estan datats pel seu pare i indiquen que es van acabar de completar entre l'abril (K. 37) i el juliol (K. 39-41) de 1767. Encara que durant molt temps van ser considerades obres originals, en l'actualitat se sap que realment es tracta d'orquestracions de sonates de diversos virtuosos alemanys. Les obres en què es basen els concerts van ser publicades en gran part a París i, presumiblement, Mozart i la seva família les van poder conèixer durant la seva visita a París el 1763 i 1764.
Mitjançant l'ús dels moviments de les sonates d'altres compositors, el jove Mozart començà a experimentar amb els problemes estructurals que presenta un concert per a piano. Podria ser que el seu pare, Leopold utilitzés aquestes obres com a mètode d'aprenentatge del jove geni en l'art de la composició. Aquesta suposició està recolzada per dos fets: primer, que Leopold ja va excloure aquests primers quatre concerts de la llista de 1768 gest que fa pensar que ell no les considerava realment composicions del seu fill; i segon, que els autògrafs de les quatre obres mostren que són el resultat conjunt de Mozart i del seu pare (la K. 41 està principalment escrita per Leopold).

## Concert per a piano núm. 1 en fa major, K. 37
L'orquestra està formada per un piano (o clavecí), un parell d'oboès i de trompes, i corda. Consta de tres moviments:
- Allegro - fa major.
- Andante - do major.
- Allegro.

El primer moviment es basa en el moviment d'una sonata de Hermann Friedrich Raupach per a teclat amb acompanyament de violí. Pertany a una sèrie de sis obres publicades a París el 1756. La procedència del segon moviment és desconeguda, encara que Eric Blom, l'editor de la 5a edició del Grove Dictionary of Music and Musicians (1954), suggerí que fos realment una composició de Mozart. El moviment final es basa en una sonata de Leontzi Honauer d'Estrasburg.

## Concert per a piano núm. 2 en si bemoll major, K. 39
El concert, com el número 1, està escrit per a piano (o clavecí), un parell d'oboès i de trompes, i corda. Consta de tres moviments:
- Allegro spiritoso, en si bemoll major.
- Andante staccato.
- Molto allegro.

El primer i tercer moviments són de Raupach, mentre que el moviment lent es basa en una obra de Johann Schobert, un compositor admirat per Mozart.

## Concert per a piano núm. 3 en re major, K. 40
El concert està escrit per a piano (o clavecí), un parell d'oboès, un parell de trompes i de trompetes, i corda. Els moviments són:
- Allegro maestoso, en re major.
- Andante.
- Presto.

El primer moviment es basa una vegada més en una obra de Honauer; el segon, en la op. 1 núm. 4 de Johann Gottfried Eckard, el clavecinista més famós de la seva època; i el tercer, en La Boehmer, una peça de Carl Philipp Emanuel Bach, publicada a principis de la dècada de 1760. Les cadències de Mozart escrites per al concert s'han salvat.

## Concert per a piano núm. 4 en sol major, K. 41
El concert està escrit per a piano (o clavecí), un parell de trompes i de flautes, i corda. Els moviments són:
- Allegro.
- Andante, en sol menor.
- Molto Allegro.

El primer i tercer moviment estan basats en l'obra de Honauer, i el segon en una de Raupach.

## Valoració
En comparació amb els concerts posteriors de Mozart o els de J. C. Bach, es tracta d'obres molt simples. Els preludis que Mozart va afegir a les sonates no conté una riquesa temàtica com és típic de les seves obres posteriors, ni l'exposició o la secció central ofereixen nou material temàtic. El paper del teclat com a solista o baix continu no està clarament definit.Tot i així, es poden detectar alguns tret que també està presents en la seva obra posterior; per exemple, la grandària relativa de les seccions és aproximadament similar, encara que en un àmbit menor.